# Aliabad-e Nasir Chani
Aliabad-e Nasir Chani (perski: علي ابادنصيرخاني) – wieś w Iranie, w ostanie Fars. W 2006 roku miejscowość liczyła 91 mieszkańców w 20 rodzinach.